# SBB Re 484
Die Re 484 der Schweizerischen Bundesbahnen (SBB) ist eine Baureihe von Zweisystem-Elektrolokomotiven, die von Drehstrom-Asynchronmotoren angetrieben wird. Die Lokomotiven stammen aus der Traxx-Plattform von Bombardier Transportation und tragen die Herstellerbezeichnung TRAXX F140 MS1.

## Änderungen gegenüber den Traxx-Vorgängern
Die Re 484 ist eine Weiterentwicklung der Traxx-Baureihe F140 AC1, zu der ein Teil der Baureihen DB BR 185 und SBB Re 482 gehören. Die augenfälligste Änderung ist ein überarbeiteter Lokkasten, der die damals neuen strengeren Sicherheitsnormen bezüglich Crashfestigkeit erfüllt. Die Änderung ist am einfachsten an der Lokfront zu erkennen, die im Bereich der unteren Signalleuchten gerade nach unten verläuft und nicht eingezogen ist wie bei der ersten Serie der BR 185. Ausserdem ist unterhalb der Stirnfenster eine Klappe für den Ausbau der Klimaanlage angebracht und die Anzahl der Griffstangen im Frontbereich erhöht worden. Die Lokomotive erhielt auch einen neuen wassergekühlte IGBT-Stromrichter.
Die Re 484 wurde für den internationalen Verkehr zwischen der Schweiz und Italien beschafft und verfügt entsprechend über eine 15-kV-Wechselstromausrüstung und eine 3-kV-Gleichstromausrüstung. Der Stromrichter würde auch den Einsatz unter den anderen in Europa verwendeten Stromsystemen 25 kV 50 Hz und 1,5-kV-Gleichstrom erlauben, jedoch ist die Lokomotive nicht mit den dafür notwendigen Zugsicherungssystemen ausgerüstet.

## Länderspezifische Ausstattung
Das Pflichtenheft der Ausschreibung von SBB Cargo verlangte eine Lokomotive für den Güterverkehr, die in der Schweiz und in Italien freizügig einsetzbar ist und bei Bedarf auch für den Verkehr nach Deutschland nachgerüstet werden kann. 
Diverse länderspezifische Anforderungen und die verschiedenen Zugsicherungssysteme stellen technische Hindernisse für den grenzüberschreitenden Verkehr dar. Die SBB haben die Lokomotiven deshalb vorerst nur für die Schweiz und Italien ausrüsten lassen. Sie verfügt deshalb im Auslieferungszustand nur über die Systeme Integra-Signum und ZUB 262ct für die Schweiz und RS4 Codici für Italien. Anfang 2006 fiel seitens der SBB der Entschluss, die Maschinen zusätzlich mit ETCS Level 2 (European Train Control System) und Sistema di Controllo della Marcia del Treno (SCMT) auszurüsten.

## Einsatz

### SBB Cargo
Die ursprüngliche Ausschreibung belief sich auf zwölf Lokomotiven mit einer Option über weitere sechs Lokomotiven, die noch vor der Ablieferung der ersten Maschine eingelöst wurde. Zwischen dem 21. Februar und dem 12. April 2005 wurden insgesamt 16 Lokomotiven von den SBB abgenommen, am 4. August folgten die letzten zwei.

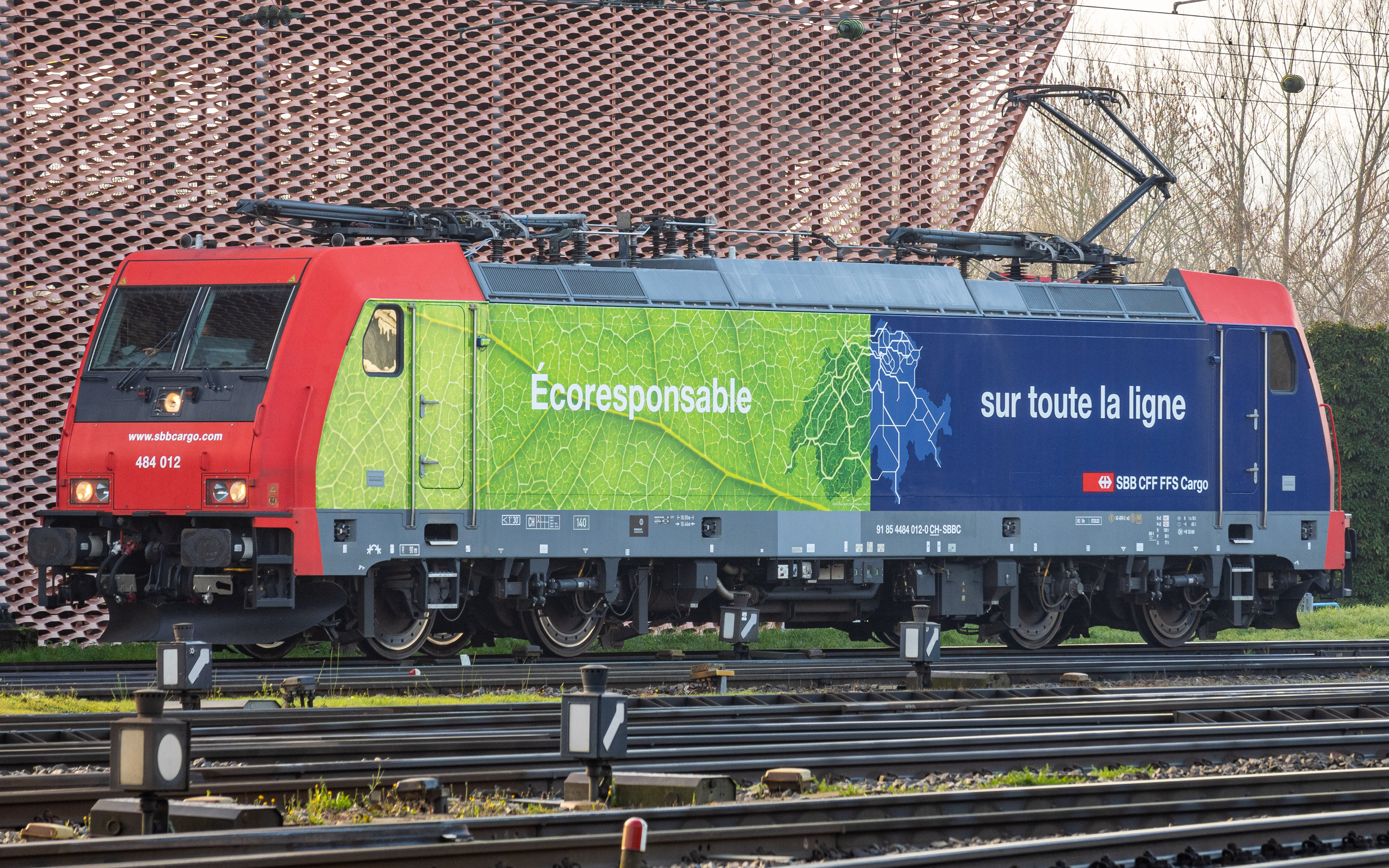
SBB CFF Cargo Re 484 012 in Singen (Hohentwiel), Deutschland

Die Lokomotiven werden ab Bellinzona vor Zügen des kombinierten Verkehrs nach Gallarate und von Chiasso aus vor Stahlzügen nach Desio eingesetzt. Einige Güterzüge werden bereits nördlich vom Gotthard in Arth-Goldau mit Re 484 bespannt.
Ende 2005 haben die SBB weitere drei Lokomotiven bei Bombardier nachbestellt, die 2007 abgeliefert wurden. Im September 2007 wurden zudem drei baugleiche Loks langfristig bei MRCE angemietet.
Seit Frühsommer 2019 werden die Loks auch regelmässig auf dem Lötschberg-Simplon-Korridor eingesetzt, die Loks gelangen dadurch in der Regel als Doppeltraktion bis Basel RB.

### Cisalpino

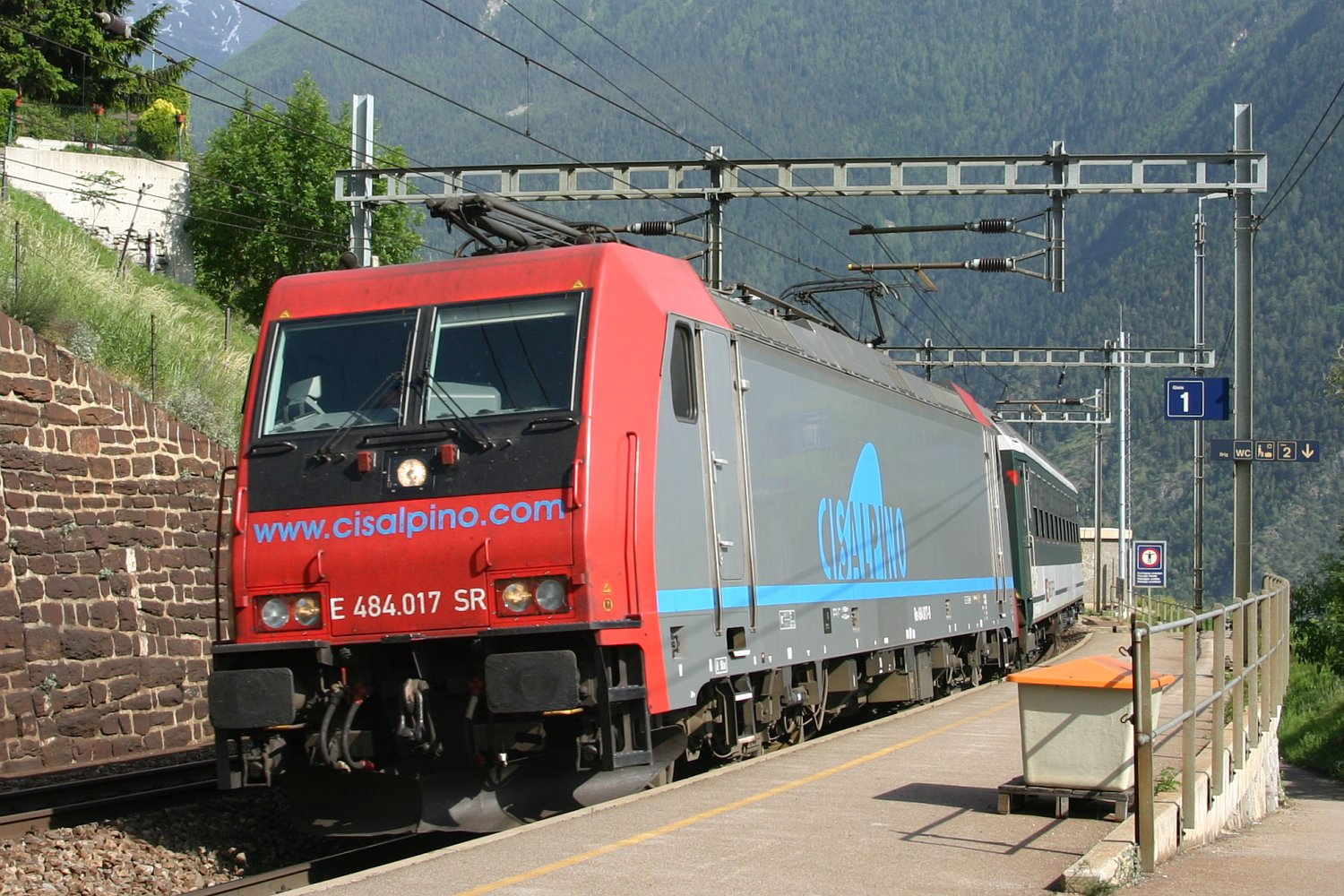
Re 484 mit Cisalpino-Folien

Fünf Lokomotiven waren von Ende 2005 bis Ende 2007 an Cisalpino vermietet, wo sie vor Reisezügen im grenzüberschreitenden Verkehr nach Italien auf den Relationen Mailand–Genf und Mailand–Bern eingesetzt wurden. Die Lokomotiven waren dafür mit Klebefolien der Cisalpino versehen. Das beabsichtigte Einsatzende anlässlich der ursprünglich für Mitte 2007 geplanten Inbetriebnahme der ETR 610 Cisalpino Due wurde aufgrund des Lieferverzugs überschritten. Da SBB Cargo inzwischen sämtliche Lokomotiven für die Aufträge in Italien und die Nachrüstung mit der italienischen Zugsicherung SCMT selber benötigt, wurde auf eine Verlängerung der Vermietung verzichtet.

## Technik
Antrieb
- wassergekühlte IGBT-Stromrichter
- Tatzlager-Antrieb mit Drehstrom-Asynchronmotoren

Bremsen
- bremsrechnergesteuerte elektrische Netz- und Widerstandsbremse
- MBS-Druckluftbremse von Knorr

## Mitsui E 484
Anfang 2007 stellte MRCE fünf baugleiche Lokomotiven in schwarzer Lackierung in Dienst. Zwei Maschinen sind zurzeit an Crossrail vermietet, die übrigen drei hat im September 2007 SBB Cargo Italia langfristig angemietet und in das SBB-Cargo-Farbschema umlackiert. Anfänglich trugen die Lokomotiven die italienische Bezeichnung E 484 101–105, die nach wenigen Wochen in E 484 901–905 geändert wurde.